# Muniche
Le muniche, ou munichi, otanabe, est une langue amérindienne isolée parlée au Pérou, dans le sud-ouest de la région de Loreto par 10 personnes.

## Vitalité de la langue
Le muniche n'a plus de locuteurs de langue maternelle et n'est plus connu que par environ dix membres de l'ethnie. Sur ce nombre trois seulement ont une connaissance relativement étendue de la langue.

## localisation géographique
Les Muniches sont installés sur la rivière Paranapura, dans le sud-ouest de la région de Loreto.

## Phonologie
Les tableaux présentent les phonèmes du muniche, les voyelles et les consonnes.

### Voyelles
|         | Antérieure | Centrale | Postérieure |
| ------- | ---------- | -------- | ----------- |
| Fermée  | i [i]      | ɨ [ɨ]    | u [u]       |
| Moyenne | e [e]      |          |             |
| Ouverte |            | a [a]    |             |

### Consonnes
|            |            | Bilabiale | Alvéolaire  | Post-alvéol. | Rétrofl. | Palatale | Vélaire | Glottale |
| ---------- | ---------- | --------- | ----------- | ------------ | -------- | -------- | ------- | -------- |
| Occlusives | Sourdes    | p [p]     | t [t]       |              |          | c [c]    | k [k]   | ʔ [ʔ]    |
| Occlusives | Sonores    |           | d [d]       |              |          |          | g [g]   |          |
| Fricatives | Fricatives |           | s [s]       | ʃ [ʃ]        | ʂ [ʂ]    | ç [ç]    |         | h [h]    |
| Affriquées | Affriquées |           | ts [t͡s]     | tʃ [t͡ʃ]      | tʂ [t͡ʂ]  |          |         |          |
| Nasales    | Nasales    | m [m]     | n [n]       |              |          | ɲ [ɲ]    |         |          |
| Liquides   | Liquides   |           | l [l] ɾ [ɾ] |              |          |          |         |          |